# Las Vegas Thunder
Las Vegas Thunder byl profesionální americký klub ledního hokeje, který sídlil v nevadské metropolitní oblasti Las Vegas. V letech 1993–1999 působil v profesionální soutěži International Hockey League. Thunders ve své poslední sezóně v IHL skončily v základní části. Klub byl během své existence farmou Phoenixu Coyotes. Své domácí zápasy odehrával v hale Thomas & Mack Center s kapacitou 16 606 diváků. Klubové barvy byly petrolejová, černá, stříbrná a bílá.

## Přehled ligové účasti
Zdroj: 
- 1993–1994: International Hockey League (Pacifická divize)
- 1994–1995: International Hockey League (Severozápadní divize)
- 1995–1997: International Hockey League (Jižní divize)
- 1997–1999: International Hockey League (Severozápadní divize)